# Miles Padgett
Miles John Padgett Membro da Royal Society (1 de junho de 1963) é um físico britânico, professor de óptica na School of Physics and Astronomy da Universidade de Glasgow. É titular da Kelvin Chair of Natural Philosophy desde 2011 e vice-principal de pesquisas em Glasgow desde 2014.

## Formação
Padgett estudou na Universidade de Manchester, na Universidade de Iorque, na Universidade de St. Andrews e no Trinity College (Cambridge) onde obteve um PhD em 1988.

### Prêmios e honrarias
Padgett foi eleito fellow da Sociedade Real de Edimburgo (FRSE) em 2001, em 2011 foi eleito fellow da Optical Society e em 2012 fellow da Society of Photographic Instrumentation Engineers (SPIE). Em 2014 foi eleito membro da Royal Society. Recebeu o Prêmio Max Born de 2017 da Optical Society. e a Medalha Rumford de 2019 da Royal Society.

## Vida privada
Padgett é casado com Heather Reid.